# Defense Information Systems Agency
La Defense Information Systems Agency (« agence de défense des systèmes d'information », DISA), connue comme la Defense Communications Agency (DCA) avant 1991, est une agence d'appui au combat du département de la Défense des États-Unis (DoD). Créée en 1960, elle est composée de militaires et de civils fédéraux.
La DISA fournit des services en lien avec les technologies de l'information et de la communication auprès de l'exécutif américain (comme le président des États-Unis) et des militaires.